# Първи конгрес на Македонската патриотична организация
Първият конгрес на Македонските политически организации (МПО) се провежда между 1 и 4 октомври 1922 година във Форт Уейн, Индиана, САЩ. На него участват делегати от „Илинден“ от Ню Йорк, братството от Детройт, „Прилеп“ от Стийлтън, „Независимост“ от Дюкейн, братството от Йънгстаун, братството от Индианаполис, братството от Гери и братството от Ленсинг, както и домакините от „Костур“, Форт Уейн. Поздравления по телеграф изпращат братството от Спрингфийлд и това от Синсинати. Още в средата на септември Лабро Киселинчев и група около него подготвят документацията за обединение на българските емигрантски организации в САЩ.
Анастас Стефанов, председател на Костурското братство във Форт Уейн, открива заседанията на 1 октомври. По негово предложение за председател на конгреса е избран Михаил Николов, а Коста Попов е негов заместник. След това на 2 октомври се изказват всички братства, като застъпват идеята за „Независима Македония“. На 3 и 4 октомври се водят дискусии и се избират новите ръководни органи на организацията. Анастас Стефанов е избран за президент на МПО, Траян Николов е заместник-председател, Михаил Николов е временен секретар, Атанас Лебамов е ковчежник, а Павел Ангелов е съветник. В контролната комисия на Централния комитет влизат Петър Досев, Милан Недев и Стефан Лазаров. Привечер на 4 октомври конгресът е закрит.
Заседанията на конгреса се провеждат в къщата на Майк Козма.